# Ulrich Schmoll
Ulrich Schmoll (Leopoldshafen, Württemberg, 1906 - ?). Lingüista alemany.
Professor de la Universitat de Frankfurt i després a Heidelberg, ha treballat sobre les llengües preromanes d'Itàlia, amb "Die Vorgriechischen Sprachen Siziliens" ("La llengua pregrega de Sicília") (1958) i "I nomi di luogo paleoliguri" (1962). Va estudiar les llengües preromanes de la península Ibèrica a "Die Sprachen der vorkeltischen Indogermanen Hispaniens und das Keltiberische" ("La llengua dels indogermànics precèltics d'Hispània i el celtibèric" (1959). Joan Coromines i Vigneaux va tractar sobre l'aportació d'aquest lingüista al coneixement de l'indoeuropeu precelta que ell proposava anomenar sorotapte. A "Die südlusitanischen Inschriften" ("Les inscripcions sudlusitanes") (1961) aborda el problema del desxiframent de les inscripcions de l'Algarve portuguès i, a més, examina el conjunt de les inscripcions andaluses i fins i tot les del sud-est d'Hispània. Sota el seu mestratge es formaren lingüistes com Jürgen Untermann que han fet aportacions importants per al coneixement de les llengües i escriptures paleohispàniques. S'ocupà de la llengua ibèrica i celtibèrica en treballs importants com "Die iberischen und keltiberischen Nasalzeichen".